# Gertrud Osterloh
Gertrud Osterloh (* 18. Mai 1910 in Lübeck als Gertrud Wilmanns; † 25. Oktober 2012 in Wentorf bei Hamburg) war eine evangelische Theologin und von 1970 bis 1971 Präsidentin des Deutschen Evangelischen Kirchentags in Augsburg.

## Leben
Gertrud Osterloh studierte an der Kirchlichen Hochschule Bethel Evangelische Theologie. 1943 heiratete sie Edo Osterloh (1909–1964), mit dem sie sechs Kinder hatte, darunter die 1944 geborene Tochter Lerke. Von 1962 bis 1968 arbeitete Gertrud Osterloh als Verlagslektorin. Von 1970 bis 1977 war sie Mitglied des Präsidiums des Deutschen Evangelischen Kirchentags und von 1970 bis 1971 dessen Präsidentin.